# An Evening at Elmwood
An Evening at Elmwood fue una banda australiana de post-hardcore de Perth, Australia Occidental, formada en enero de 2007. La formación más notable de la banda estaba formada por Steve Caniglia (voz), Jamie Calabrese (voz, guitarra), Michael Chewter (batería, percusión), John Horner (bajo), Colyn Prater (guitarra) y Ben Broadley (guitarra). An Evening at Elmwood lanzó un demo y 2 lanzamientos independientes, An Evening at Elmwood (demo), lanzado en 2007, Can You Keep A Secret en 2007 que impulsó a la banda al puesto número uno de artistas no firmados en Myspace Music durante 7 meses consecutivos, y Learn To Breathe en 2008 que se lanzó poco antes de disolverse. La banda era conocida por sus actuaciones enérgicas y explosivas, además de sus payasadas humorísticas dentro  y fuera del escenario. "Esta banda de seis integrantes, con dos vocalistas, logró no lastimarse mientras trabajaban en el escenario a pesar de los lanzamientos de guitarras, partes del cuerpo y un mortal hacia atrás".
La banda recibió difusión radial en varias estaciones de radio, incluida Triple J, apareció en Blunt Magazine y tuvo patrocinios de American Clothing Labels, Glamour Kills Clothing y Pyknic Clothing.

## Historia

### Formación y primeros lanzamientos(2007)
An Evening at Elmwood se formó en Perth por Chris Shalley, John Horner, Robert Livings, Rhys Dixon y Jamie Calabrese.
En 2007, An Evening at Elmwood lanzó un demo homónimo de tres pistas. En ese momento había 5 miembros. Poco después, los vocalistas Robert Livings y Chris Shalley abandonaron la banda, lo que provocó que Jamie Calabrese dejara la guitarra para dedicarse a la voz y luego Ben Broadley y Colyn Prater se unieran a la banda en la guitarra. Luego Steven Caniglia se unió a la banda y ahí fue cuando todo encajó. Más tarde ese año, An Evening at Elmwood lanzó su disco debut Can You Keep A Secret de forma independiente. Después del lanzamiento del EP, realizaron una gira con He Is Legend y apoyaron a Elora Danan, Anime Fire, The Amity Affliction, Remain Opposed, Sydonia, The Rivalry y Angelas Dish.
Ese mismo año, la banda ganó un lugar en el Taste of Chaos Tour gracias a una abrumadora votación del público con Frontier Touring. Esto proporcionó a la banda una gran exposición y la oportunidad de compartir el escenario con artistas notables como The Used, Rise Against, Aiden, Drop Dead Gorgeous, The Bled, Gallows y Carpathian. Después de la gira, la banda disfrutó de conciertos donde se agotaban las entradas y del interés de los medios antes de la partida del baterista Rhys Dixon. Después de las audiciones, Michael Chewter fue nombrado nuevo baterista de la banda.

### Learn to Breathe(2008)
La banda lanzó Learn To Breathe en 2008 ante multitudes en una gira de lanzamiento que agotó las entradas. La carátula del álbum fue diseñada por Joe Whyte ( AFI, Alkaline Trio, Behind Crimson Eyes, I Killed The Prom Queen ), a quien se le proporcionó una copia del disco y desarrolló un tema basado en el sonido. Después de su lanzamiento, la banda ganó gran popularidad y obtuvo un lugar en el Soundwave Festival, donde tocaron con Saosin, Alexisonfire, Cartel, The Offspring, Incubus, As I Lay Dying, City and Colour, Thursday, Killswitch Engage, Motion City Soundtrack, Bleeding Through, All Time Low, Sugarcult y más. Poco después del éxito del Soundwave Festival, la banda fue incluida en la gira Vans Boys of Summer con Silverstein, Set Your Goals y Elora Danan, además de apoyar la gira con The Amity Affliction, Elora Danan, Anime Fire, Angelas Dish y Calerway.
La banda terminó el año actuando en el Hyper Festival, tocando con Shihad, Birds of Tokyo, The Getaway Plan y Muph y Plutonic antes de que Jamie Calabrese dejara la banda para mudarse al Reino Unido. Incapaz de reemplazar al vocalista principal y compositor, la banda decidió separarse a principios de 2009. Varios miembros de la banda continuaron formando o uniéndose a otras bandas, incluidas League, que firmó con el sello estadounidense InVogue Records, Game Over Reset, Hooks4Hands, Danger! Earthquake! y Know Your Knot

## Miembros de la banda
|  | Past Members - Jamie Mallinder – vocals (2006–2008), guitar (2006–2007); acoustic guitar (2007–2008); Songwriter (2006–2008) - Steve Caniglia – vocals (2007–2009), Lyricist (2007–2009) - John Horner – Bass guitar (2006–2009) - Rhys Dixon – drums, percussion (2006–2008) - Rob Livings – Vocals (2006) - Chris Shalley – Vocals (2006) - Ben Broadley – Guitar (2007–2009) - Colyn Prater – Guitar (2007–2009) - Michael Chewter – drums, percussion (2008–2009) |

## Discografía
Demostraciones y lanzamientos independientes
- An Evening at Elmwood (2006)
- Can You Keep A Secret? (2007)
- Learn to breathe (2008)

## Videos musicales
Videos musicales oficiales
- This is going to get worse before it gets better (2008) [5]